# Ашшур-надин-апал
Ашшур-надин-апал (букв., Ашшур дал наследника) — царь Ассирии приблизительно в 1207—1204 годах до н. э. или 1196—1194 годах до н. э.
Ашшур-надин-апал, сын Тукульти-Нинурты I, возглавил заговор против отца и после низложения последнего захватил престол. С этого времени наступает заметное ослабление Ассирии.
Согласно разным экземплярам «Ассирийского царского списка» Ашшур-надин-апал правил 3 или 4 года. На ассирийском престоле Ашшур-надин-апала сменил, возможно даже насильственным путём, его брат или племянник Ашшур-нерари III.